# Gerald Krieghofer

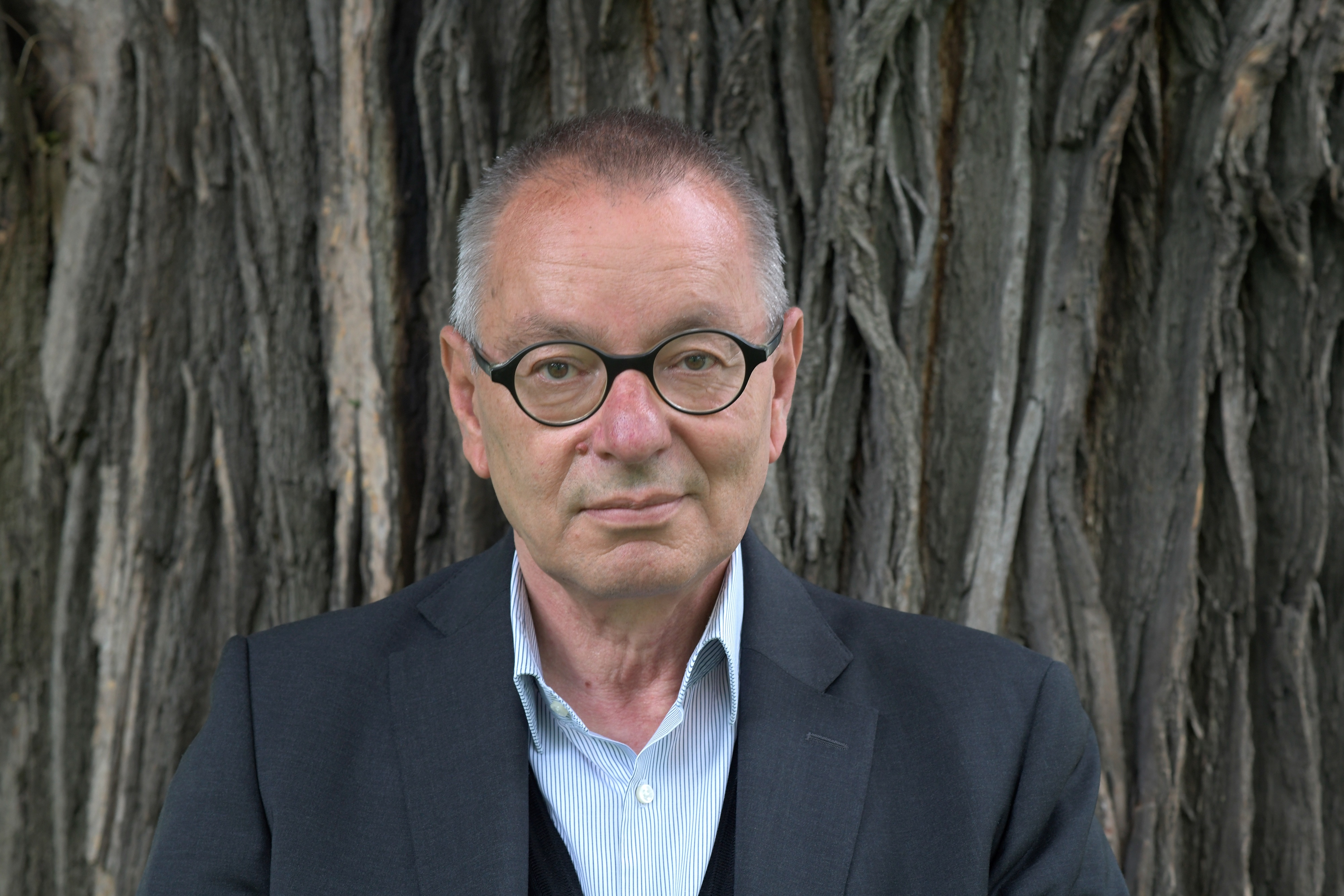
Gerald Krieghofer, fotografiert von Matthias Cremer

Gerald Krieghofer (geboren am 12. Juni 1953 in Lienz) ist ein österreichischer Autor und Karl-Kraus-Experte. Seit 2014 betreibt er einen Blog, in dem er falsche Zitate und sogenannte Kuckuckszitate nachweist.

## Leben
Krieghofer studierte an der Universität Wien Philosophie, Politikwissenschaften und Jus und arbeitete an einer Dissertation über Karl Mannheim, die er aber nicht fertigstellte. Nachdem er von 1982 bis 1985 als Ensemblemitglied am Serapionstheater Bühnenarbeiter, Techniker und Tourmanager gewesen war,  begann er die Beschäftigung mit Karl Kraus ins Zentrum seiner beruflichen Tätigkeit zu stellen. Er erarbeitete Register von dessen Nachlassmaterialien in der Wienbibliothek. In Folge konzipierte er an der Österreichische Akademie der Wissenschaften mit Werner Welzig das Wörterbuch der Redensarten zu der von Karl Kraus herausgegebenen Zeitschrift Die Fackel und war Redaktionsmitglied des zweiten Bandes, Schimpfwörterbuch zu der von Karl Kraus herausgegebenen Zeitschrift Die Fackel (2008). 2021 erschien die Neuedition von Kraus’ Dritte Walpurgisnacht, für die er die schwer leserlichen handschriftlichen Texte entzifferte und transkribierte.
Sein älterer Bruder ist der ehemalige ORF-Intendant Helmut Krieghofer.

## Rezeption
Auf seine Expertise setzen die Süddeutsche Zeitung, der Focus, der Bayerische Rundfunk, die Frankfurter Allgemeine Zeitung ebenso wie der Faktencheck der AFP.

„Der Büchmann unserer Zeit, der solche Falschzitate in seinem Blog und auf Twitter sammelt und korrigiert, ist der Wiener Literaturwissenschaftler Gerald Krieghofer.“

„Ich hoffe nun auf kommende Generationen. Darauf, dass Gerald Krieghofers Zitatforschungs-Blog zu einer der ersten Anlaufstellen im Medienkunde-Unterricht wird, ähnlich Mimikama, correctiv.org oder dem Faktencheck der Austria Presse Agentur.“

## Veröffentlichungen (Auswahl, umgekehrt chronologisch)
- Die besten falschesten Zitate aller Zeiten. Was Einstein, Freud und Pippi Langstrumpf so niemals gesagt haben. Wien: Molden Verlag 2023, ISBN 978-3-222-15115-6
- Karl Kraus: Karl Kraus 1933. Dritte Walpurgisnacht. Entzifferung und Transkription; oeaw.ac.at
- »Die Menschheit weiß noch immer nicht, was geschehen ist und jeden Augenblick geschieht« – Karl Kraus nach 1933. In: Katharina Prager (Hrsg.): Geist versus Zeitgeist: Karl Kraus in der Ersten Republik. Metro-Verlag, Wien 2018.
- Schimpfwörterbuch zu der von Karl Kraus herausgegebenen Zeitschrift Die Fackel. Hrsg. von Werner Welzig. Redaktion: Hanno Biber, Evelyn Breiteneder, Gerald Krieghofer, Karlheinz Mörth. Verlag der Akademie der Wissenschaften, Wien 2008
- The Case of Kraus versus Herzl. In: Theodor Herzl and the Origins of Zionism. Hrsg. von Ritchie Robertson und Edward Timms (= Austrian Studies VIII), Edinburgh Press, Edinburgh 1997, S. 107–122
- Karl Kraus als Dummheitsforscher und Sprachlehrer. In: Informationen zur Deutschdidaktik, 19, S. 91–98
- (gemeinsam mit Ela Piplits): Bestandsregister für das Karl-Kraus-Archiv der Wienbibliothek, 4 Bände, maschinschriftlich

## Nachweise
1. ↑  Gerald Krieghofer: Der Kult um Dr. Karl Lueger – aber was war seine Leistung? 13. Mai 2012, abgerufen am 17. Mai 2022.
2. ↑  Viktoria Klimpfinger: Medienkritik - Fackel gegen Fake News. Abgerufen am 13. Mai 2022.
3. ↑  Gerald Krieghofer: Widerliche Männer gehören bestraft! 20. Juni 2016, abgerufen am 13. Mai 2022.
4. ↑  Falschzitate. In: Zitatforschung. 12. Mai 2022, abgerufen am 13. Mai 2022.
5. ↑  Podiumsdiskussion „Kraus’ Medienkritik im digitalen Zeitalter“. Abgerufen am 13. Mai 2022.
6. ↑  Das Jüdische Echo: Zeitschrift für Kultur und Politik. Jüdischer Akademiker Österreichs, 1997 (google.at [abgerufen am 13. Mai 2022]).
7. ↑  Permalink. Abgerufen am 13. Mai 2022 (englisch).
8. ↑  Dritte Walpurgisnacht. Abgerufen am 13. Mai 2022.
9. ↑  Berühmt, aber falsch: „Kuckuckszitate“. In: Osttiroler Bote. 7. September 2023, S. 17.
10. ↑  Mareen Linnartz: Falsches Zitat: Das Wort „Idiot“ passt nicht zu Loriot. In: Süddeutsche Zeitung. 26. Mai 2020, abgerufen am 13. Mai 2022.
11. ↑  Gaby Reucher: Falschen Zitaten auf der Spur. In: Focus. 25. März 2021, abgerufen am 13. Mai 2022.
12. ↑  Kuckuckszitate: Was Goethe, Loriot, Nietzsche und Co. nie gesagt haben. In: Capriccio, Bayerischer Rundfunk, 23. Juni 2020, 22:00 Uhr. Ausschnitt auf  Facebook. Vgl. https://twitter.com/BR_Kultur/status/1275451818751877120
13. ↑  Patrick Bahners: Büchmanns Zitatenschatz: Änderungen nachverfolgen. In: FAZ.NET. ISSN 0174-4909 (faz.net [abgerufen am 13. Mai 2022]).
14. ↑  Es gibt keine Belege für dieses Ermittlungs-Zitat von Sebastian Kurz. 12. Mai 2021, abgerufen am 13. Mai 2022.
15. ↑  Patrick Bahners: Büchmanns Zitatenschatz: Änderungen nachverfolgen. In: FAZ.net. Abgerufen am 13. Mai 2022.
16. ↑  Walter Gröbchen: Das Museum der Irrtümer. In: Wiener Zeitung. Abgerufen am 13. Juli 2022.

| Personendaten    | Personendaten                  |
| ---------------- | ------------------------------ |
| NAME             | Krieghofer, Gerald             |
| KURZBESCHREIBUNG | österreichischer Zitatforscher |
| GEBURTSDATUM     | 12. Juni 1953                  |
| GEBURTSORT       | Lienz, Österreich              |